# Rocket (comics)
Pour les articles homonymes, voir Cannonball et Rocket.
Samuel « Sam » Guthrie, alias Rocket (« Cannonball » en VO) est un super-héros évoluant dans l'univers Marvel de la maison d'édition Marvel Comics. Créé par le scénariste Chris Claremont et le dessinateur Bob McLeod (en), le personnage de fiction apparaît pour la première fois dans le comic book The New Mutants (Marvel Graphic Novel (en) #4) en septembre 1982.
Ancien membre des Nouveaux Mutants, X-Force, puis X-Treme X-Men, il est depuis membre des X-Men.

## Biographie du personnage

### Origines
Sam Guthrie provient d'une grande famille campagnarde du Kentucky dont tous les enfants semblent être des mutants.
Il est recruté par le Professeur Xavier alors que celui-ci monte une nouvelle équipe de super-héros après la disparition supposée des X-Men, devenant un des membres des Nouveaux Mutants sous le nom de code de Rocket.

### Parcours
Rocket est tué par le mutant Sauron. Cependant, il ressuscite aussitôt après et on croit pendant longtemps qu'il fait partie de la race des Externels, des mutants immortels. Cependant, d'après Séléné, Rocket n'est pas un Externel et Cable connaît le secret de sa résurrection.
Il est plus tard révolté que le nom de son ancienne équipe, « X-Force », soit repris par un groupe de mutants médiatisés, devenus les X-Statix.
Il est ensuite membre de la X-Corporation Paris. Toutefois après la mort de sa coéquipière Darkstar, il prend un congé avec son ancienne petite-amie Lila Cheney avant d'intégrer l'équipe de Tornade, les X-Treme X-Men, puis les X.S.E. (Xtreme Sanctions Executives).
On le voit prêter main-forte à Spider-Man le temps d'un épisode, pour vaincre l’Homme Incandescent.
Blessé par Fury, il retourne quelque temps à Cumberland où il se repose de sa vie super-héroïque et devient fermier.
Après le conflit Avengers vs. X-Men, Captain America lui demande de rejoindre les Vengeurs.

## Pouvoirs et capacités
Rocket est un mutant qui possède la capacité de se propulser dans les airs telle une fusée. Il est alors doté d'une aura qui le rend invulnérable, ce qui lui permet en outre de provoquer des dégâts matériels importants.
Ce pouvoir lui permet aussi de projeter des rayons d'énergie ou de charger une partie de son corps (par exemple ses poings) d'énergie, ce qui lui confère une force surhumaine.

## Apparitions dans d'autres médias
Sauf indication contraire, les informations mentionnées dans cette section peuvent être confirmées par la base de données cinématographiques IMDb,  présente dans la section « Liens externes ».

### Télévision
- 2000-2003 : X-Men : Evolution (série d'animation)

### Cinéma
- 2020 : The New Mutants de Josh Boone, interprété par Charlie Heaton.